# 大正学院
大正学院（たいしょうがくいん）は、日本に存在していたキリスト教主義学校。

## 概要
1910年代の日本では、日本全国の各地に所在するキリスト教主義学校を合併させて、一つの大きなキリスト教主義学校にしようという計画が練られていた。ここでは教派の異なる学校同士が合併して、教派の異なる人々が共に学べるようにするという計画であった。この計画には早い段階から明治学院と東京学院が賛同していたが、他のキリスト教主義学校は合併することに反対したり、合併することを考えておくという立場であった。このためまず明治学院と東京学院が合併して大正学院となって運営することとなった。大正学院として運営しているうちに、他のキリスト教主義学校も続いて合併することを検討したものの、他のキリスト教主義学校は合併しないという結論となった。それからもしばらくは大正学院は運営されていたものの、分裂して再び明治学院と東京学院となった。